# Tajny składnik
Tajny składnik (ang. Secret Ingredient, maced. Исцелител) – północnomacedońsko-grecki film fabularny z 2017 roku w reżyserii Dżorcze Stawreskiego.

## Opis fabuły
Na przedmieściach Skopja mieszka Wele ze swoim starym ojcem Sazdo, który cierpi na raka płuc. Wele próbuje pomóc ojcu, ale z pensji konduktora nie stać go na zakup drogich leków. Pewnego dnia kradnie dilerom marihuanę i decyduje się dodać ją do ciasta, które podaje ojcu. Stan zdrowia ojca ulega poprawie, a sąsiedzi chcą poznać recepturę ciasta.

## Obsada
- Błagoj Weselinow jako Wele
- Anastas Tanowski jako Sazdo
- Aksel Mehmet jako Dżem
- Aleksandar Mikić jako Mrsni
- Miroslav Petković jako Koki
- Dime Ilijew jako Tode
- Simona Dimkowska jako Jana
- Goran Stojanowski jako Jordan
- Igor Angełow jako Stevo
- Senko Welinow jako Pajo
- Laze Manaskow jako Crni
- Katarina Iliewska jako Suze
- Jordan Simonow jako Iwan
- Goran Trifunowski jako Dilerot

## Nagrody i wyróżnienia
- 2017: MFF w Salonikach - nagroda publiczności
- 2018: MFF w Aubagne - nagroda dla najlepszego filmu
- 2018: Bergamo Film Meeting - nagroda Ubi Banca
- 2018: MFF w Nancy - nagroda publiczności
- 2018: MFF w Santa Barbara - nagroda dla najlepszego filmu

W 2017 film został zgłoszony do nagrody Amerykańskiej Akademii Filmowej w kategorii najlepszego filmu nieanglojęzycznego, ale nie uzyskał nominacji.